# Spoorlijn 160 (België)
Spoorlijn 160 was een Belgische spoorlijn die Brussel met Tervuren verbond. De lijn was 13,1 km lang. De spoorlijn werd aangelegd om mensen van buiten Brussel de gelegenheid te geven naar de stad te komen om er te werken en hun goederen te verkopen.

## Geschiedenis

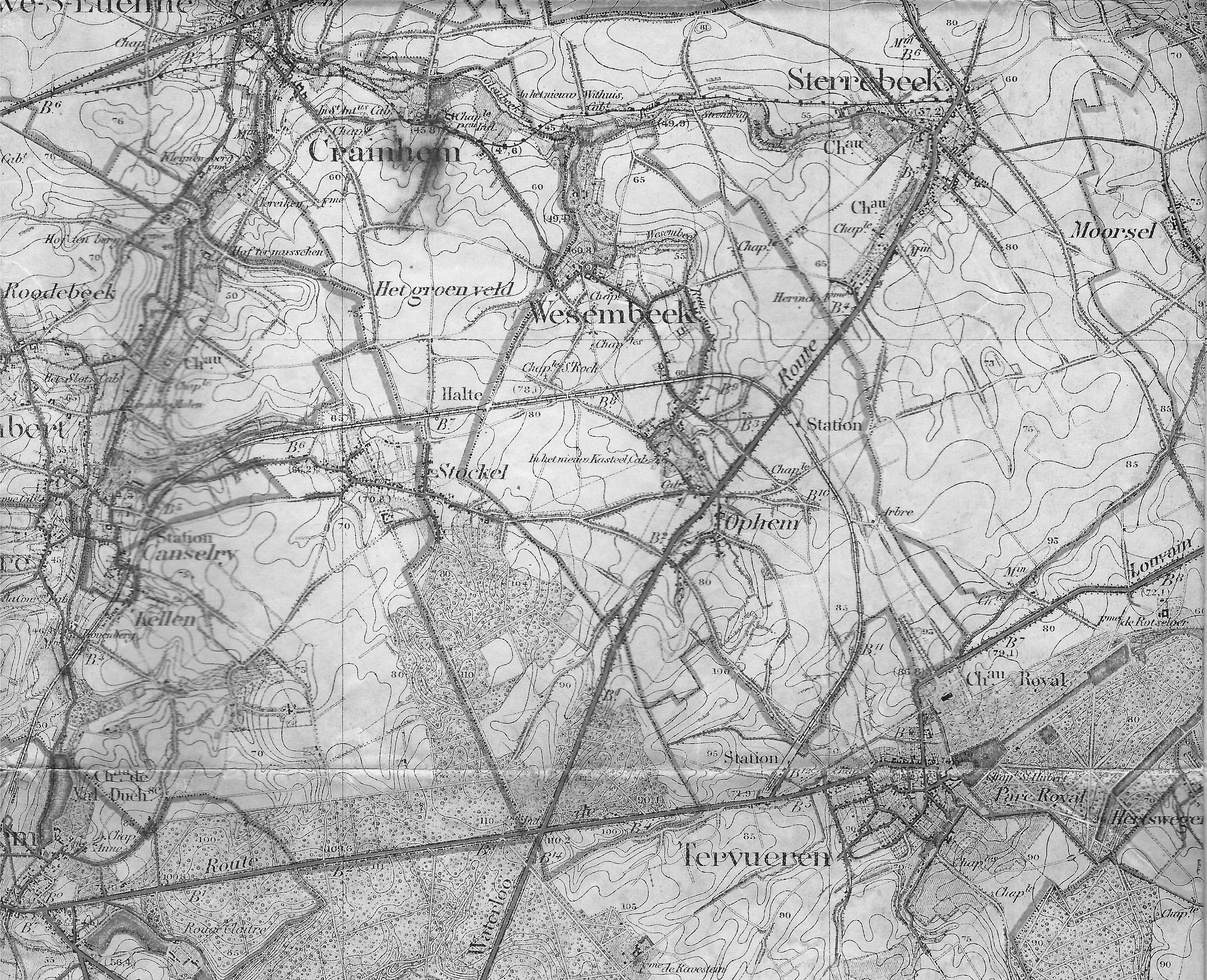
Kaart van 1891 met daarop het oorspronkelijk eindpunt in Tervuren.

Op 9 juni 1881 werd de enkelsporige spoorlijn tussen Etterbeek en Oudergem officieel geopend door de Belgische Staatsspoorwegen. Op 18 mei 1882 was de spoorlijn verlengd tot in Woluwe. Enkele maanden later, op 15 september 1882, was de spoorlijn over de gehele lengte (van Etterbeek tot Tervuren) klaar voor gebruik. In Tervuren liep de spoorlijn naar Tervuren-dorp, over de huidige Albertlaan.
Tussen 1896 en 23 april 1897 werd de spoorlijn op dubbelspoor gebracht. Ter gelegenheid van de grote koloniale tentoonstelling in Tervuren werd op 20 april 1897 over de laatste anderhalve kilometer een nieuw tracé in gebruik genomen naar het Koninklijk Museum voor Midden-Afrika, waar een nieuw station werd gebouwd in Vlaamse renaissancestijl. Het station was gebouwd naar plannen van architect Franz Seulen, die ook de stations van Oostende en Schaarbeek ontwierp. In Tervuren was er een buurtspoorwegaansluiting naar Leuven.
In 1925 werd de spoorlijn uitgebaat onder de naam Brussel-Tervuren (BT). De spoorlijn werd tot 1959 in concessie gegeven aan de Société Générale des Chemins de Fer Économiques.

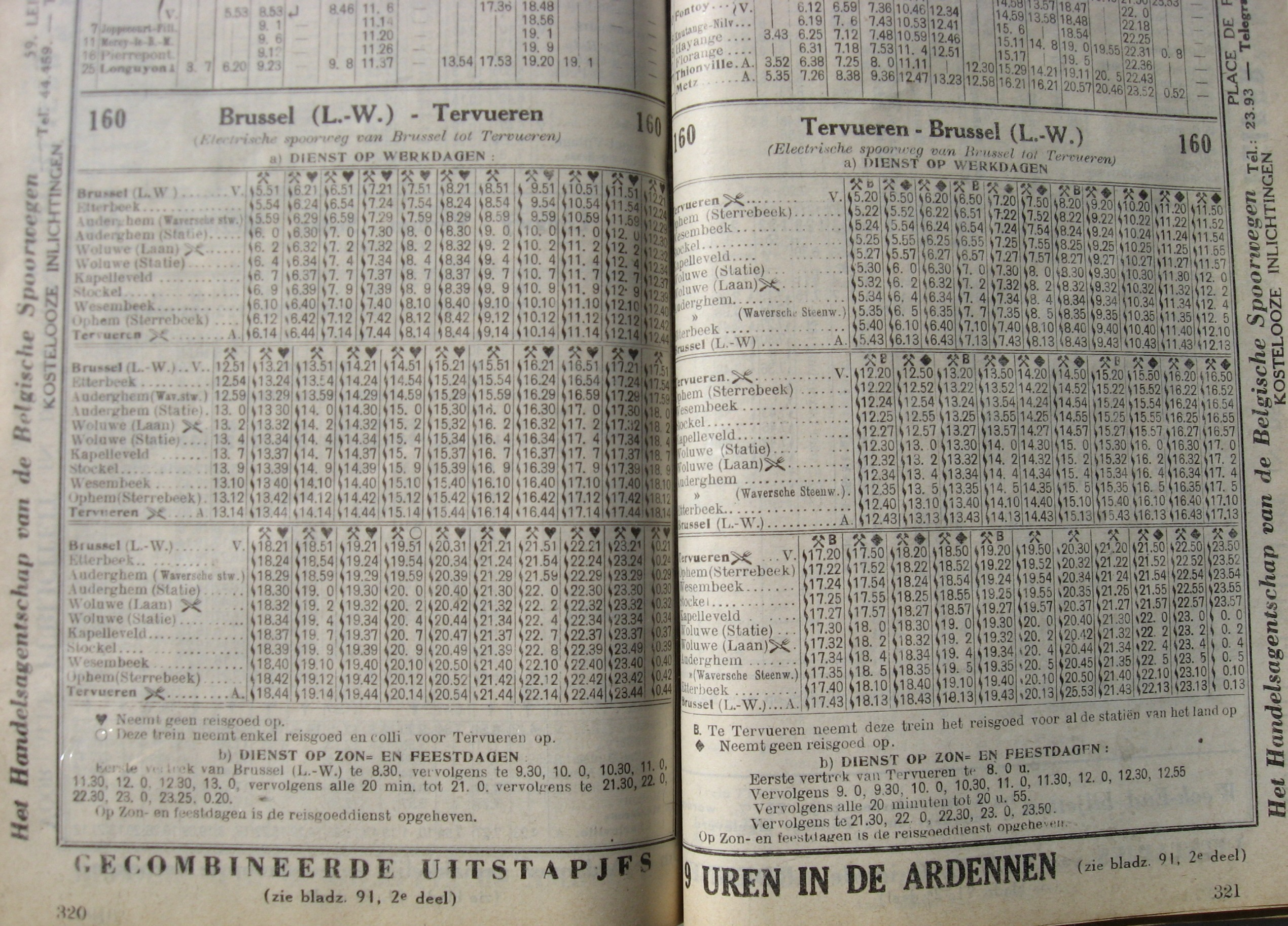
De dienstregeling uit 1933

Op 1 december 1931 was de spoorlijn geëlektrificeerd, inclusief de spoorlijn van Etterbeek tot Brussel-Leopoldswijk met een bovenleidingsspanning van 1500 V en was daarmee de allereerste geëlektrificeerde spoorlijn van België. De treinen reden met een halfuursfrequentie en hadden een rijtijd van 23 minuten ondanks de negen haltes onderweg (dienstregeling 1933).
Op 31 december 1958 wordt het reizigersvervoer stopgezet. De concurrentie van auto en bus werden te groot. De lijn is aangelegd met grote slingers waardoor grote omwegen gemaakt worden. De tram 44 van Tervuren naar het centrum van Brussel heeft een veel kortere route en de reizigers hoeven niet over te stappen. Bovendien zou de afwijkende bovenleidingspanning van 1500 volt, terwijl de rest van het spoornet vanaf 1935 met 3000 volt geëlektrificeerd werd, op termijn de herelektrificatie noodzakelijk maken. De aansluitende hoofdlijn Brussel–Ottignies is in 1956 geëlektrificeerd. De uitbating van de spoorlijn komt opnieuw in handen van de NMBS, die goederenvervoer blijft organiseren tot 1 juli 1970. In 1972 wordt de spoorlijn opgebroken.

## Huidige toestand

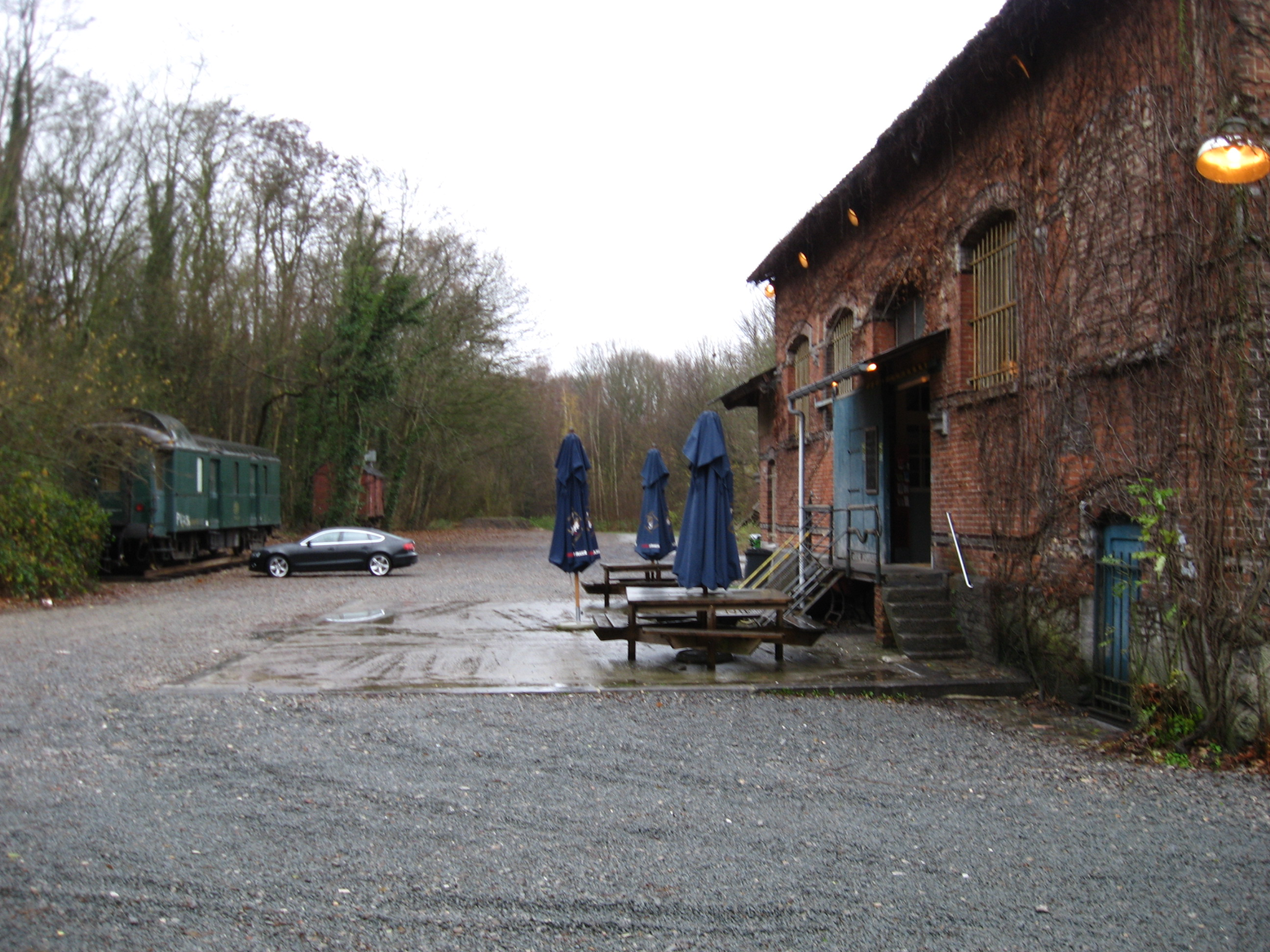
De verbouwde goederenloods

Tussen Brussel-Luxemburg en Etterbeek ligt thans spoorlijn 161A op de bedding van lijn 160. In Watermaal wordt een klein deel van de bedding gebruikt voor de Brusselse metrolijn 5 bij het metrostation Beaulieu. Op verschillende delen van de bedding werd een wandel- en fietspad aangelegd. De perrons van verschillende haltes zijn nog aanwezig langs dit pad. Tussen Kapelleveld en Oppem maakt tramlijn 39 sinds 1988 gebruik van de oude spoorwegbedding. Langs de tramlijn staat het oude station Stokkel nog.
Naast het eindpunt van Tramlijn 44 in Tervuren, tegenover het Afrikamuseum, liggen nog de overblijfselen van het tweede eindstation uit 1925, geheel overwoekerd door bomen en struiken. In de voormalige goederenloods is een horecazaak gevestigd, die rijkelijk voorzien is van spoorwegrelieken. Het stationsgebouw zelf werd in 1964 al afgebroken.

## Kunstwerken
Ongeveer alle originele bruggen werden in 1972 afgebroken. Vandaag is de lijn grotendeels een wandel- en fietspad en is het uitgerust met nieuwe moderne bruggen. Verschillende stukken van de oude route werden door omwonenden als uitbreiding van hun tuin in bezit genomen.

## Aansluitingen
In de volgende plaatsen was er een aansluiting op de volgende spoorlijn:
Brussel-Leopoldswijk
Spoorlijn 161 tussen Schaarbeek en Namen
Etterbeek
Spoorlijn 161 tussen Schaarbeek en Namen